# Dimanche (journal)
Pour les articles homonymes, voir Dimanche (homonymie).
Le journal Dimanche est un hebdomadaire belge spécialisé dans l'information religieuse. Il est essentiellement distribué et diffusé en version papier et/ou digitale en Belgique francophone. Il fait partie de CathoBel, groupe multimédia catholique belge francophone.

## Histoire
Le journal Dimanche a été fondé en 1946 par le chanoine Eugène Collard. En 2010, les médias catholiques (journal Dimanche, Catho.be, RCF, Radio-télévision catholique belge et CathoBel) sont réorganisés et regroupés à Wavre etdans une seule structure professionnelle au sein de la Maison des Médias.
Depuis 2024, l'hebdomadaire Dimanche est disponible non seulement en format papier mais également en version numérique sur le site Internet Cathobel.be.

## Organisation
Dimanche est publié par CathoBel, groupe multimédia interdiocésain belge francophone (comprenant donc les diocèses de Liège, Malines-Bruxelles, Namur et Tournai). Si l'organe d'administration de CathoBel compte en son sein des représentants de l'Église diocésaine, sa rédaction travaille de manière autonome.
Outre le journal Dimanche, la rédaction de CathoBel produit des podcasts, articles en ligne, vidéos et émission télévisées, notamment les émissions concédées « Il était une foi »  diffusées sur la RTBF. L'ensemble des productions se retrouvent sur le site de CathoBel.
Le journal Dimanche est un journal de référence pour suivre l'actualité de la vie de l'Église, particulièrement en Belgique francophone. Il veille aussi à poser un regard inspiré par l'Évangile sur d'autres sujets - société, culture, politique, etc. Il propose des analyses, entretiens, portraits, chroniques, opinions, etc.

## Audience
Son lectorat est estimé à 66.600 lecteurs (chiffre du Centre d'Information sur les Médias 2023).